# 廢水

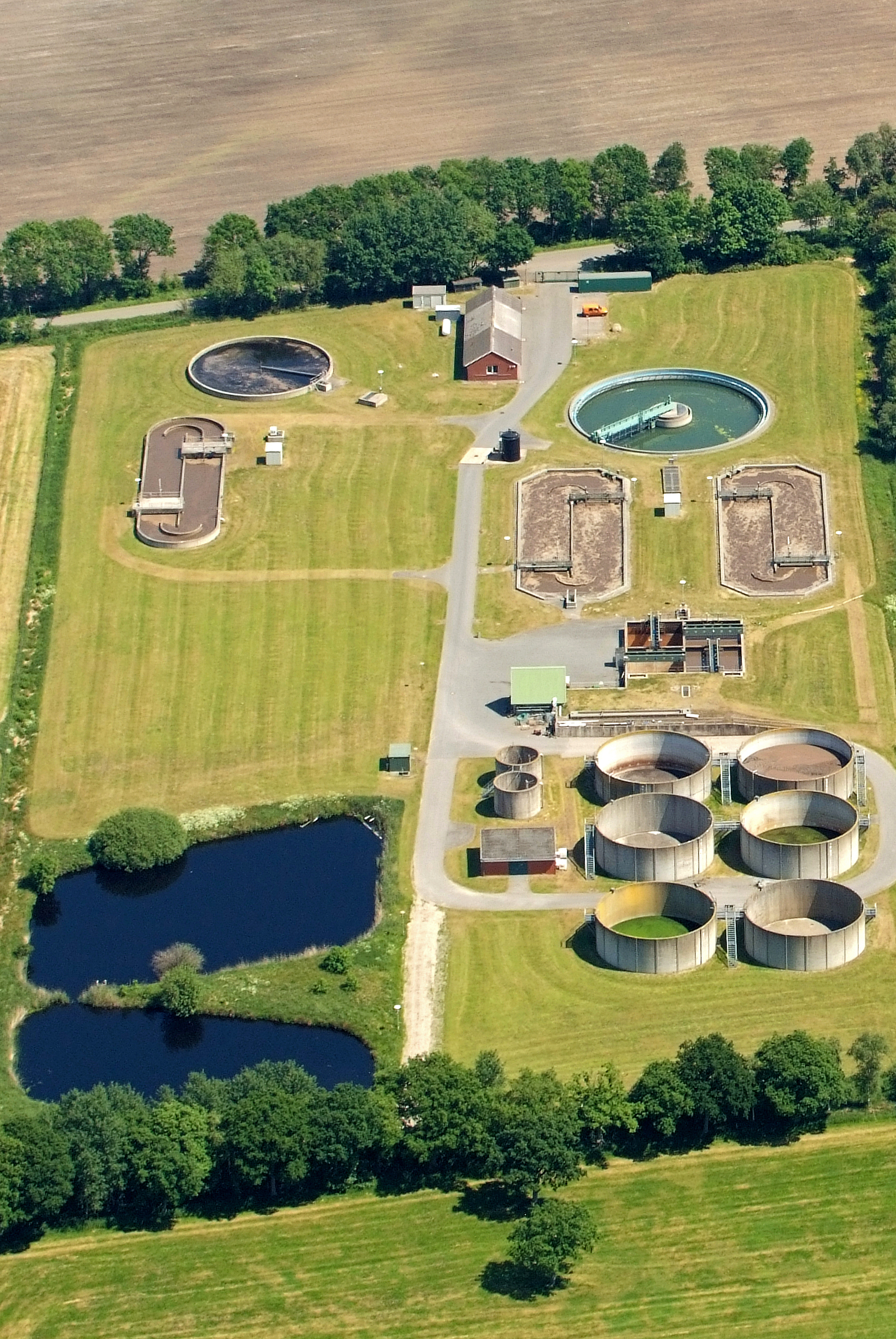
德國库克斯港的污水處理廠

廢水即受外物污染，主要是人為污染的水。都市的設計用複合排污系統輸送廢水往污水處理廠作進一步處理。經處理的廢水會以另一套排水系統排到自然河道或大海。沒有連接到中央污水處理系統的地區，會依靠場地附設的污水設施處理廢水，這些設施常包含化糞池和化糞池排水區，有時還有生物濾池。
有些定義會將廢水和污水（sewage）分開，用廢水來指工業廢水，污水則是指日常生活產生的生活污水。

## 來源
廢水的來源有：
- 生活污水
  - 黑水，指高病原体含量的污水，一般含有人粪。典型例子为抽水马桶的出水，含有粪、尿、衛生紙。
  - 灰水，指其余不受粪便污染的生活污水，致病危险相对较低。主要包含洗滌用水（洗澡、洗車、洗衣、洗地板、洗碗等）。健康人的尿（见粪尿分流（英语：Urine diversion））也属于灰水。
  - 家中多餘的液體（飲料、烹飪用油、殺蟲劑、潤滑劑、油漆、清潔劑等）。部分属于非法排放。无传染病风险，但污染物会限制灰水浇花等用法。
- 流過屋頂、路面、車道、人行道的城市徑流（會包括油脂、動物糞便、垃圾、汽油、柴油、輪胎產生的橡膠碎屑、肥皂泡沫、車輛尾气中帶有的金屬化合物等）
  - 高速公路逕流（油料、除冰劑、輪胎產生的橡膠碎屑）
- 雨水（可能包括垃圾）
- 人造液體（非法丟棄的殺蟲劑，用過的油品等）
- 工業廢棄物
- 工業廠區排水（汙泥、砂、鹼液、油、化學品殘留物）
  - 工業冷卻水（殺菌劑、廢熱、汙泥）
  - 工業生產用水
  - 有機廢水或是可生物降解廢水，包括屠宰、酪農業及冰淇淋製造廢水
  - 不能用生物降解的廢水，或是很難處理的廢水（例如製藥或是殺蟲劑製造的廢水）
  - 極端pH值廢水（強酸/強鹼製造，電鍍）
  - 毒性廢水（電鍍、氰化物製造、殺蟲劑製造等）
  - 固體及乳浊液（造紙、食品加工、潤滑油及液壓油加工等）
  - 農業排水，可能是直接排水或是扩散排水
  - 水力压裂
  - 油井及天然氣井的产水（英语：Produced water）

廢水可能會和以下的水混合或是稀釋：
- 海水（會有高濃度的鹽及微生物）
- 河水的注入
- 雨水（會比較乾淨，但會含有極微量的油及燃料）

以下排放的是有經過部份處理的廢水：
- 化糞池排放的廢水
- 污水處理廠排出的廢水

## 組成
廢水的組成會隨產生方式不同而不同，以下是部份成份的列表：
- 水（超過95%），一般是抽水馬桶在沖洗排泄物時加入的
- 病原体，像細菌、病毒、朊毒體及寄生蟲
- 不致病的细菌
- 有機物質，例如糞便、毛髮、食物、呕吐物、紙類纖維、植物組織、腐殖质等。
- 可溶有機物質，例如尿素、果糖、可溶性蛋白质、藥品等。
- 无机化合物，例如沙、砂砾、金屬顆粒、陶瓷器碎片等。
- 可溶無機物質，例如氨、路盐、海鹽、氰化物、硫化氫、硫氰酸盐、硫代硫酸盐等。
- 動物，例如原生動物、昆虫、节肢动物、鱼等。
- 大型固體，例如衛生棉、尿片、避孕套、針頭、兒童玩具、死去的動植物等。
- 气体，例如硫化氫、二氧化碳、甲烷等。
- 乳浊液，例如涂料、黏合剂、蛋黃醬、染髮劑、乳化油類等。
- 毒素，例如农药、毒物、除草剂等。
- 藥品、荷爾蒙及其他有害物質。

## 再利用
處理後的廢水稱為中水，依處理程度有不同的應用，可以用來作工業使用（例如用在冷却塔的冷却用水）、蓄水层中的人工儲水、用來農業灌溉及自然生態系統的復育（例如佛羅里達州的佛罗里达大沼泽地）。
中水在適當處理後甚至可以作為饮用水，但各地接受程度不一，除技術能力外，也有心理層面的因素在內、

## 相關法令

### 歐盟
有關都市廢水處理的歐盟指令91/271/EEC在1991年5月21通過。是在委員會指令98/15/EC中通過。
委員會決議93/481/EEC定義成員國需提供給歐盟哪些有關上述指令執行情形的資訊。

### 美國
水體清潔法是美國主要有關水污染的聯邦法令。